# Liste der denkmalgeschützten Objekte in Wien/Döbling
Die Liste der denkmalgeschützten Objekte in Wien-Döbling enthält die 358 denkmalgeschützten unbeweglichen Objekte des 19. Wiener Gemeindebezirks Döbling.
Die Liste wird in zwei Teilen geführt:
- Liste der denkmalgeschützten Objekte in Wien/Döbling/Grinzing–Neustift am Wald enthält die Objekte in den Katastralgemeinden Grinzing, Heiligenstadt, Josefsdorf, Kahlenbergerdorf und Neustift am Wald

- Liste der denkmalgeschützten Objekte in Wien/Döbling/Nussdorf–Untersievering enthält die Objekte der Katastralgemeinden Nussdorf, Oberdöbling, Obersievering, Salmannsdorf, Unterdöbling und Untersievering sowie in dem zu Döbling gehörenden Teil von Pötzleinsdorf.